# Déchaumeuse
 (septembre 2012).
Si vous disposez d'ouvrages ou d'articles de référence ou si vous connaissez des sites web de qualité traitant du thème abordé ici, merci de compléter l'article en donnant les références utiles à sa vérifiabilité et en les liant à la section « Notes et références ».

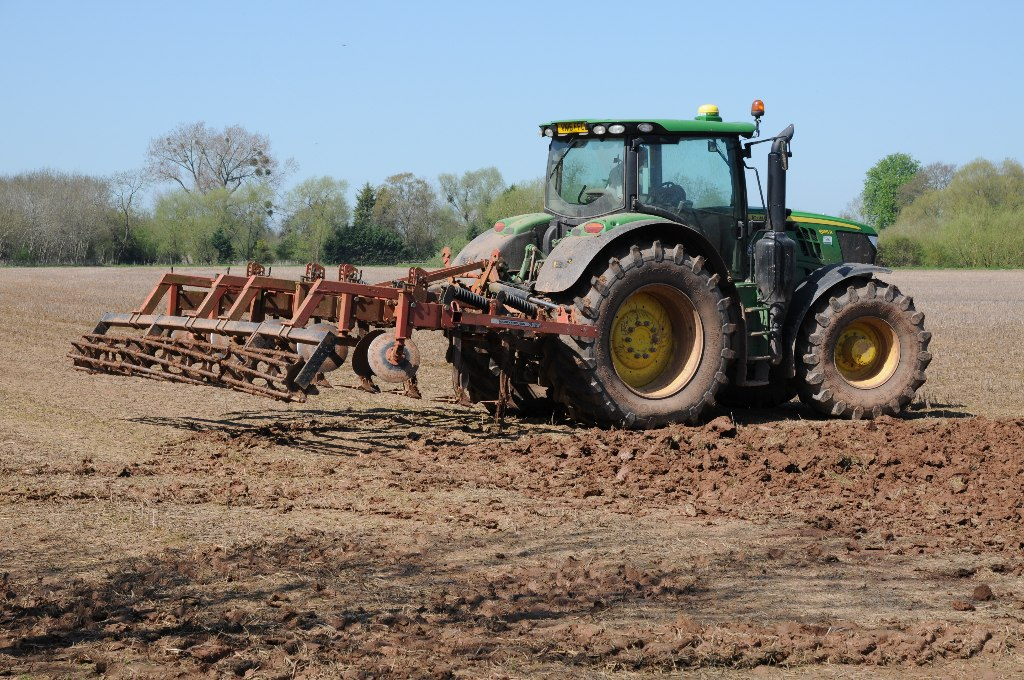
Déchaumeuse portée de type « néo-déchaumeur » avec un rang de dents « patte d'oie » à sécurité à ressort, un rang de disques égalisateurs indépendants et un rouleau-cage, 2018.

Un déchaumeur ou une déchaumeuse est un outil agricole conçu pour le déchaumage (c'est-à-dire l'enfouissement des chaumes) mais il a aussi d'autres objectifs :
- effectuer simultanément un travail du sol superficiel par pulvérisation pour préparer le semis ;
- casser une éventuelle croûte de battance ;
- détruire les adventices[1] ;

## Types de déchaumeuses
On distingue principalement deux catégories de déchaumeuses : celles à disques et celles à dents.

### Déchaumeurs à disques
C'est un outil dont les pièces travaillantes sont des disques en forme de calotte. Ces disques assurent à la fois le travail de découpage horizontal et vertical de la bande de terre et celui de son retournement comme avec une charrue.

il existe différents types de déchaumeurs utilisant des disques :

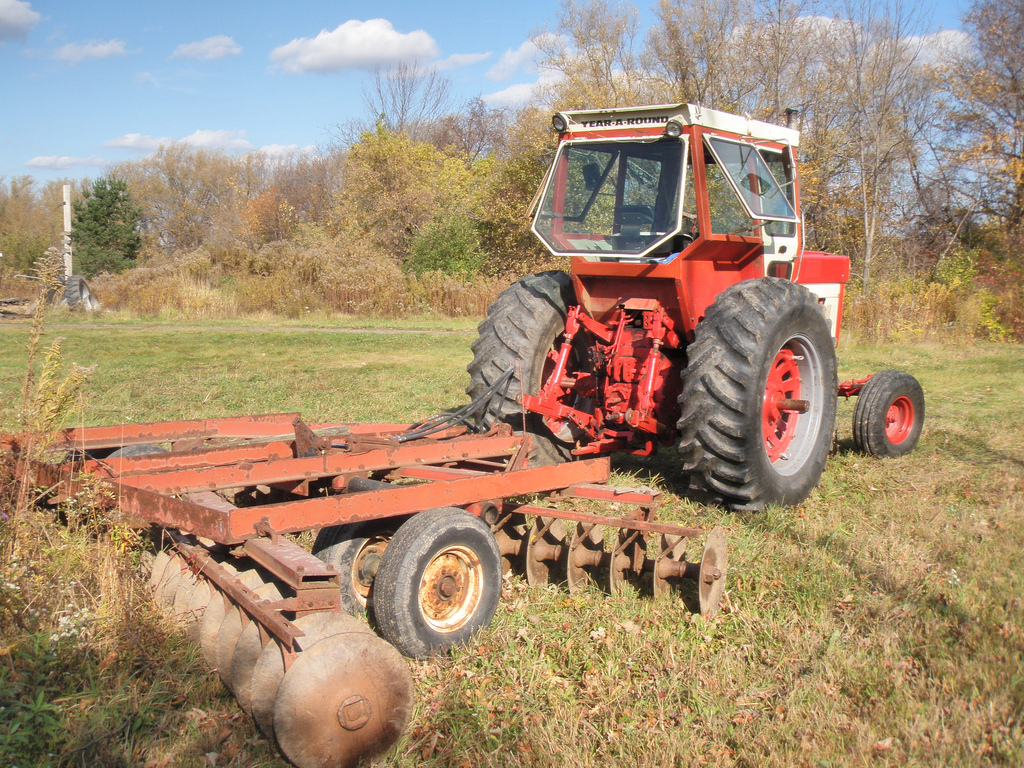
Cover crop en V

- le covercrop (ou pulvériseur à disques) assure un travail du sol allant de 5 à 15 cm de profondeur. Vitesse d'utilisation: jusqu'à 10km/h. Ce sont des outils assez lourds et trainés en général, ils sont constitués de plusieurs trains (ligne de disques assemblés sur un arbre) dont l'axe n'est pas perpendiculaire à l'avancement.

- Le déchaumeur à disques indépendants (DDI) : Il est utilisé pour un travail superficiel du sol : de 3 à 8 cm de profondeur pour permettre une bonne levée des adventices (faux semis). Avec une vitesse d'utilisation de 10 à 20 km/h, il est aussi appelé déchaumeur rapide. C'est un outil disposant de 2 rangées de disques concaves alignées. Des versions plus lourdes sont capables d'atteindre 15cm pour un travail plus profond. À la différence du cover crop, les disques d'un DDI peuvent s'escamoter indépendamment les uns des autres.

- Les bêches roulantes : ce sont des outils qui au contraire des deux précédents  n'utilisent pas de disques mais des bêches. Leur montage est similaire au cover crop puisque l'on retrouve des montages en trains.

- Les DDI verticaux : développés principalement en Amérique ces outils sont complémentaires du semis direct en effet ils permettent de ne travailler que faiblement le sol sans créer de foisonnement.
- herse à disques : ce sont des outils qui reprennent le principe des cover crop mais en utilisant des chaînes pour lier les disques[2].

#### Éléments travaillants
Ces outils sont composés de disques ou de bêches.
il existe plusieurs profils de disques et chacun a un usage adapté aux conditions de l'utilisateur :

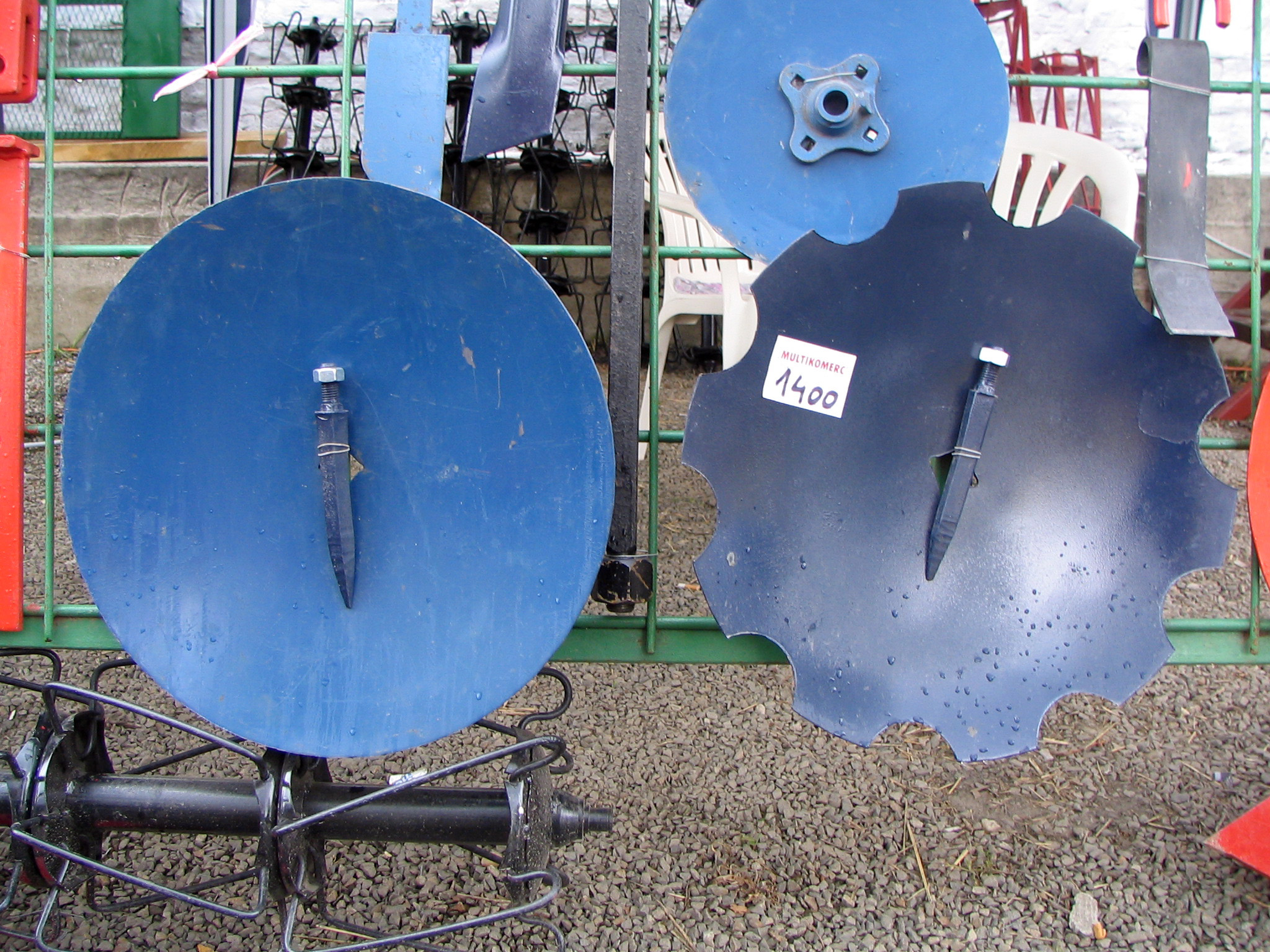
Disque lisse et disque crénelé démontés.

- Disque lisse et disque crénelé démontés.disques lisses
- disques à grands créneaux
- disques à petits créneaux
- disques ondulés
- disques gaufrés

### Déchaumeuses à dents
Plusieurs types de déchaumeurs à dents (ou cultivateurs) existent et les dénominations peuvent se recroiser :
- le chisel (ou extirpateur ou cultivateur lourd) : c'est un outil à dents rigides prévues pour travailler le sol relativement profondément (jusqu'à 30 cm de profondeur). cet outil à pour but de fracturer le sol sur plusieurs horizons en réalisant en plus un brassage (à la différence du décompacteur). C'est le déchaumeur le plus simple (aucune pièce en mouvement).

- le cultivateur à dents : c'est un cultivateur équipé d'un élément de nivellement (facultatif : disques ou palette qui aplanissent derrière chaque dent) et d'un rouleau agricole qui vient réappuyer le sol et affiner la terre ; il définit la profondeur de travail. Il ameublit, disperse la paille et nivelle en un seul passage.
- le néo-déchaumeur est un cultivateur à dents qui ne possède qu'une ou deux rangées de dents suivies d'une rangée de disques légers. il est plus léger et généralement dédié à des tâches nécessitant moins de puissance[3],[1].

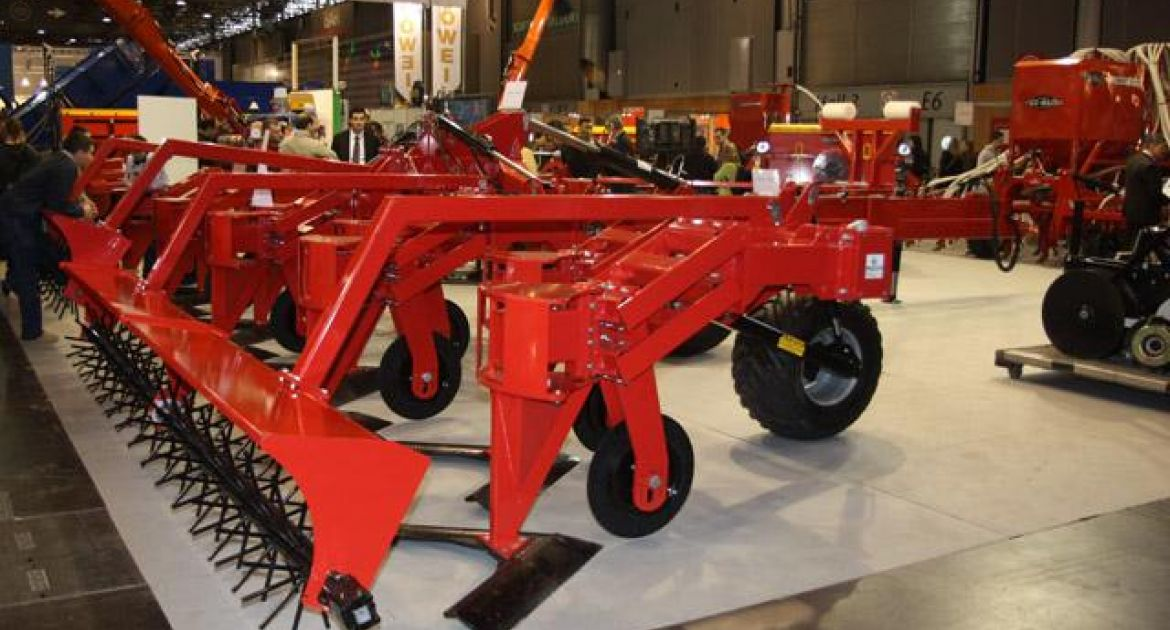
Scalpeur Glyphomulch avec herse-rotor animée. Les passages des socs plats très larges se recroisent.

- les vibroculteurs, sont des outils qui utilisent des dents vibrantes pour travailler le sol. Même si autrefois on les utilisait pour la préparation du sol (encore très utilisé pour la culture de la betterave), des versions plus lourdes apparaissent aujourd'hui faisant d'eux, de vrais déchaumeurs. Leur profondeur varie de 5cm en premier passage à 15cm en reprise de labour.

- le scalpeur est une réponse d'ordre mécanique au développement des adventices, il participe à la réduction des produits phytosanitaires. Ses dents réalisent un scalpage sur la totalité de la largeur de l'outil de manière à sectionner les racines. Ces machines interviennent sur les 5 premiers centimètres du sol[1].

#### Éléments travaillants
Les déchaumeurs à dents sont en général constitués de la manière suivante :

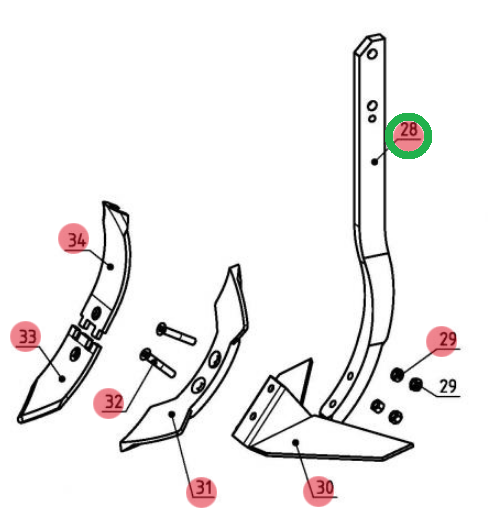
Montage de socs réversibles ou non (31-33), d'ailettes (30) et d'un déflecteur (34) sur étançon à sécurité boulon (28). Les fixations sont réalisées au moyen de boulons à tête encastrée (29-32).

un étançon fixé sur le bâti par des boulons. Sur celui-ci peut-être rapporté plusieurs éléments :
- soc, la partie fissurant le sol ;
- soc + ailettes, l'ailette augmente la largeur travaillée ;
- soc « patte d'oie », une version monobloc de la solution précédente ;
- soc + déflecteur placé au-dessus du soc pour orienter le flux de terre en créant un brassage.

Le développement d'éléments renforcés au carbure de tungstène accroît la durée de vie des socs et pièces travaillantes.

#### Étançons et sécurité
Il existe différents types d'étançons ; en effet cette pièce-support définit l'angle entre le soc et le sol (compromis entre capacité de pénétration, traction nécessaire, et foisonnement voulu notamment), mais joue aussi le rôle de sécurité :
- la dent vibrante peut s'escamoter au contact d'une pierre de par sa souplesse ;
- la dent doubles spires se comportent comme un ressort pour pouvoir s'escamoter mais à un seuil plus haut ;
- la dent à sécurité boulon, ne s'escamote que si une force suffisante casse le boulon de sécurité prévu à cet effet ;
- le non stop mécanique fait appel à des ressorts pour escamoter puis faire revenir à sa place l'étançon mais ce système est moins rigide que la sécurité boulon au travail
- le non stop hydraulique fait appel à un vérin relié à une "boule d'azote" ; quand l'effort est trop important la tige de vérin se déplace et chasse de l'huile vers un réceptacle où un volume d'azote est comprimé, l'effort passé l'huile repart vers le vérin et l'étançon reprend automatiquement sa place[4].

### Autres
- Outils auto-animés : ce sont des outils qui utilisent la force de rotation d'un train principal (mis en rotation par l'avancement de l'outil) pour mettre en action d'autres pièces travaillantes au moyen d'une liaison à pignons, à chaîne, à roue à came, … c'est le cas du Bomford Dyna-Drive où une herse roulante principale oblige la herse roulante secondaire à une vitesse de rotation différente[5].
- Les herses à paille sont prévues pour un travail ultra-superficiel et la répartition des pailles broyées. Des dents droites à spires grattent le sol en surface, elles vont venir agresser, casser, les chaumes sans pour autant les enfouir. Elles ont été développées pour répondre au « no-till » (non-travail du sol) et permettent un travail très rapide, jusqu'à 25 km/h[6].

## Configuration générale
Les déchaumeurs peuvent être traînés, portés ou semi-portés. Les premiers sont plus lourds et permettent une meilleure pénétration du sol en toutes circonstances. Les modèles portés sont plus légers, et plus économiques en puissance.
Les modèles traînés travaillent en général plus large que les versions portées car leur poids repose sur au moins un essieu.

### Combinaisons possibles
Les constructeurs font en sorte de multiplier les usages de leurs machines. Ainsi plusieurs combinaisons de machines existent, les plus communes étant :
- déchaumeur à dents + système de semis
- déchaumeur à disques + système de semis[7]
- déchaumeur à dents +  déchaumeurs à disques[8]
- semoir avec déchaumeur intégré[9]
- déchaumeur + outil animé
- tonne à lisier + enfouisseur (pour enterrer le lisier lors de son épandage)[10].